# Cyperus mutisii
Cyperus mutisii är en halvgräsart som först beskrevs av Carl Sigismund Kunth, och fick sitt nu gällande namn av Nils Johan Andersson. Cyperus mutisii ingår i släktet papyrusar, och familjen halvgräs. Inga underarter finns listade i Catalogue of Life.